# Hatczyska
Hatczyska – część wsi Tymin w Polsce położona w województwie lubelskim, w powiecie tomaszowskim, w gminie Tarnawatka.
W latach 1975–1998 Hatczyska administracyjnie należały do województwa zamojskiego.
Wierni Kościoła rzymskokatolickiego należą do parafii Przemienienia Pańskiego w Rachaniach.
Zobacz też: Dąbrowa Hatczyska